# Assassinato de Yvonne Fletcher
O assassinato de Yvonne Fletcher, uma oficial da Polícia Metropolitana, ocorreu em 17 de abril de 1984, quando ela foi fatalmente ferida por um tiro disparado da embaixada da Líbia na praça St. James, em Londres, por um atirador desconhecido. Fletcher foi enviada para monitorar uma manifestação contra o líder líbio, Muammar Gaddafi, e morreu pouco depois. Sua morte resultou em um cerco de onze dias da embaixada, no final os internos foram expulsos do país e o Reino Unido rompeu relações diplomáticas com a Líbia.
Entre 1980 e 1984, Gaddafi ordenou a morte de vários opositores que estavam exilados de seu regime; bombardeios e tiroteios, dirigidos a dissidentes líbios, ocorreram em Manchester e Londres. Cinco líbios que estavam por trás dos ataques foram deportados do Reino Unido. Durante o protesto contra Gaddafi, em 17 de abril de 1984, dois homens armados abriram fogo no primeiro andar da embaixada com submetralhadoras Sterling. Além do assassinato de Fletcher, onze manifestantes líbios ficaram feridos. O inquérito sobre a morte de Fletcher chegou ao veredicto de que ela foi "morta por uma bala vindo de uma das duas janelas no lado oeste da frente, no primeiro andar do Gabinete do Povo da Líbia". Após o rompimento das relações diplomáticas, a Líbia prendeu seis cidadãos britânicos, os últimos quatro foram libertados após nove meses em cativeiro.
Dois anos após o assassinato de Fletcher, o acontecimento se tornou um fator na decisão da primeira-ministra britânica, Margaret Thatcher, de autorizar o bombardeio americano à Líbia a partir de bases no Reino Unido. Em 1999, um aquecimento das relações diplomáticas entre a Grã-Bretanha e a Líbia levou a uma declaração do governo líbio admitindo a culpabilidade no tiroteio de Fletcher e o pagamento de indenização. A polícia britânica continuou sua investigação até 2017. Embora existam evidências suficientes para processar um dos conspiradores, nenhuma acusação foi feita, já que algumas das provas não puderam ser levantadas no tribunal devido a preocupações com a segurança nacional. Em 2018, ninguém foi condenado pelo assassinato de Fletcher.

## Antecedentes

### Yvonne Fletcher
Yvonne Joyce Fletcher nasceu em 15 de junho de 1958 na vila de Semley, em Wiltshire, filha de Michael Fletcher e sua esposa Queenie (prenome: Troke). Yvonne era a mais velha das quatro filhas do casal. Aos três anos ela disse aos pais que queria se juntar à polícia. Quando tinha dezoito anos e meio — a idade mínima para entrar no Serviço de Polícia Metropolitana —, ela tinha 5 pés e 2,5 polegadas (1,59 m) de altura, menos do que os 1,60 metros necessários. Ela se candidatou a várias forças policiais, mas foi rejeitada com base em sua altura e considerou a possibilidade de se inscrever para a Força Policial Real de Hong Kong.
Apesar da restrição de altura, em março de 1977, Fletcher foi aceita no curso de treinamento de 20 semanas da Polícia Metropolitana. Ela passou e foi colocada no período de experiência padrão de dois anos com o número de garantia 4257; ela foi posta na delegacia de polícia de Bow Street, onde completou sua condicional e foi confirmada como uma policial feminina comum (WPC). Ela era altamente considerada por seus colegas, que a apelidaram de "Super Fletch", e ela ficou noiva do PC Michael Liddle, que também trabalhou na Bow Street.

### Relações entre o Reino Unido e a Líbia
A partir de 1979, não havia nenhum embaixador líbio no Reino Unido. Um "Comitê Revolucionário" estava no controle da embaixada em Londres, localizada na Praça de St. James; A mesma foi rebatizada de "Departamento Popular". Em 1980, o líder da Líbia, Muammar al-Gaddafi — presidente do Conselho do Comando Revolucionário —, viu muitos exilados como traidores e deu ordem que vários deles fossem assassinados. Seguindo suas instruções, bombas foram colocadas em jornais de Londres, pois eles criticavam Gaddafi. Moussa Koussa foi nomeado secretário do Departamento Popular da Líbia em 1979. Ele foi expulso do Reino Unido em 1980, depois de declarar em uma entrevista ao The Times que o governo líbio planejava assassinar dois opositores que viviam no Reino Unido. O Sir Ian Gilmour disse à Câmara dos Comuns que o governo desejava "manter boas relações com a Líbia", mas que "estamos deixando claro que as autoridades líbias devem entender o que pode e o que não pode ser feito sob a lei do Reino Unido e que as ações penais [...] devem cessar".
Depois de vários assassinatos de oponentes políticos de Gaddafi em 1980, houve uma diminuição da atividade até 1983, quando o Congresso Geral do Povo — a legislatura do país — iniciou uma campanha contra o que eles viam como hábitos burgueses de funcionários. Em fevereiro de 1983, o chefe do departamento e o adido cultural foram chamados à Líbia e substituídos por um comitê composto por quatro estudantes, todos envolvidos em atividades revolucionárias na Líbia. Logo depois que foram nomeados, deram uma conferência de imprensa, onde fizeram ameaças contra os dissidentes líbios. Nos dias 10 e 11 de março de 1984, houve uma série de ataques a bomba em Londres e Manchester, dirigidos a críticos do regime. O governo da Líbia negou estar envolvido, mas em 16 de março o governo britânico deportou cinco libaneses supostamente ligados aos ataques.

### Convenção de Viena e proteção diplomática
A proteção dos diplomatas e de suas instalações oficiais baseia-se na Convenção de Viena sobre Relações Diplomáticas, um tratado internacional; Foi assinado por 141 países, incluindo o Reino Unido e a Líbia. Foi incorporada na lei britânica de Privilégios Diplomáticos de 1964. Entre outras medidas, a lei protege os diplomatas de processos por qualquer crime, a menos que o país de origem do diplomata renuncie ao seu direito à imunidade. Um país pode declarar um diplomata de outro estado como sendo persona non grata e exigir que ele deixe o país, mas nenhuma outra ação pode ser tomada contra ele. As instalações diplomáticas também são protegidas da entrada pela polícia ou pelos serviços de segurança, a menos que tenham permissão do embaixador.

## Tiros: 16–17 de abril de 1984
Em 16 de abril de 1984, dois estudantes — oponentes ativos do governo de Gaddafi — foram enforcamentos em público na Universidade de Trípoli. Em resposta, dissidentes líbios do Reino Unido — membros da Frente Nacional para a Salvação da Líbia — decidiram realizar uma manifestação em frente ao Departamento Popular, na Praça de St. James. Em 16 de abril, um telex foi enviado do Departamento Popular para Trípoli, pedindo conselhos sobre como lidar com a manifestação. Eles perguntaram quais das três opções deveriam seguir: Não fazer nada; Levar alguns dissidentes para o departamento para agredi-los fisicamente; Ou atirar em alguns dos manifestantes. A resposta veio de Gaddafi para abrir fogo contra os manifestantes. A mensagem foi interceptada e decodificada pela Agência de Segurança Nacional dos Estados Unidos, que transmitiu as informações à Sede de Comunicações do Reino Unido, de onde foi encaminhada para a MI5, agência britânica de contraespionagem e segurança. Eles não transmitiram as informações à polícia ou ao Ministério do Interior.
Durante a noite de 16 a 17 de abril, uma delegação do Departamento Popular participou de uma reunião no Foreign and Commonwealth Office para debaterem sobre a próxima manifestação e pedir que ela fosse interrompida. Os líbios foram informados de que a Polícia Metropolitana seria informada, mas seria incapaz de impedir que a manifestação fosse adiante. Na manhã de 17 de abril, trabalhadores da polícia colocaram barreiras para controlar as multidões na praça, em preparação para a manifestação. Um dos líbios do Departamento Popular disse a um operário que havia armas no departamento e que haveria combates naquele dia. O trabalhador passou a mensagem para a polícia, que decidiu não agir.
Cerca de 30 policiais foram enviados para a praça de St. James para monitorar a manifestação; Entre eles estavam Fletcher e seu noivo. Eles foram acompanhados por membros do Grupo de Proteção Diplomática. Cerca de 75 manifestantes do LNSF chegaram de todo o país, particularmente do norte da Inglaterra; A manifestação começou por volta das 10h da manhã. Os manifestantes — muitos usando máscaras ou toucas, para garantir que os fotógrafos do Departamento Popular não pudessem registrar suas identidades — ficaram atrás de barreiras colocadas em frente à Agência; Eles gritavam slogans anti-Gaddafi e carregavam estandartes e cartazes. Uma contramanifestação dos partidários de Gaddafi foi organizada pelo departamento e realizada fora do prédio. As manifestações foram filmadas por várias equipes de televisão internacionais convidados pelos líbios.
Às 10h18, tiros automáticos foram disparados de duas janelas do Departamento Popular, em direção à manifestação anti-Gaddafi. Os tiros feriram onze manifestantes; De acordo com a autópsia, uma bala entrou nas costas de Fletcher, "10 polegadas (250 mm) abaixo do topo do ombro direito, 5½ polegadas (140 mm) à direita da coluna vertebral e 3¼ polegadas (83 mm) atrás da dobra posterior da axila direita". A bala viajou da direita para a esquerda: Passou pelo seu diafragma, fígado e vesícula biliar antes de ser desviada pela coluna vertebral para o cotovelo esquerdo.
Enquanto os manifestantes foram transferidos para a rua Charles II, Fletcher foi auxiliada por seus colegas; Como ela estava na estrada fora do Departamento Popular, ela os aconselhou a "manter a calma". A mesma foi transferida para a rua Charles II, pois ficou inconsciente. Às 10h40, uma ambulância levou-a ao hospital de Westminster. Quando ela estava sendo transferida da ambulância para um carrinho de hospital, uma única munição usada caiu de seu uniforme. Ela foi operada, mas morreu aproximadamente ao meio dia.

### Livros
- Andrew, Christopher (2009). The Defence of the Realm: The Authorized History of MI5. Londres: Penguin Books. ISBN 978-0-1410-2330-4
- Ashman, Chuck; Trescott, Pamela (1986). Outrage: The Abuse of Diplomatic Immunity. Londres: W.H. Allen. ISBN 978-0-491-03713-6
- Belfield, Richard (2005). The Assassination Business. Nova York: Carroll & Graf. ISBN 978-0-7867-1343-1
- Davis, Brian (1990). Qaddafi, terrorism, and the origins of the U.S. attack on Libya. Nova York: Praeger. ISBN 978-0-275-93302-9
- Gould, Robert; Waldren, Michael (1986). London's Armed Police. London: Arms and Armour Press. ISBN 978-0-85368-880-8
- Jebnoun, Noureddine; Kia, Mehrdad; Kirk, Mimi (2013). Modern Middle East Authoritarianism: Roots, Ramifications, and Crisis. Abingdon, Oxon: Routledge. ISBN 978-1-135-00731-7
- Kirby, Dick (2013). Death on the Beat: Police Officers Killed in the Line of Duty. Barnsley, South Yorkshire: Wharncliffe. ISBN 978-1-84563-161-1
- Moss, Alan; Skinner, Keith (2015). Scotland Yard's History of Crime in 100 Objects Kindle ed. Stroud, Glos: The History Press. ISBN 978-0-7509-6655-9
- Stern, Chester (1997). Dr Iain West's Casebook. Londres: Warner Books. ISBN 978-0-7515-1846-7
- Waite, Terry (1994). Taken on Trust. Londres: Coronet. ISBN 978-0-3406-0969-9

### Jornais
- Cook, Robin (7 de julho de 1999). «Libya». Parliamentary Debates (Hansard). House of Commons. col. 1033–1035. Consultado em 27 de dezembro de 2017
- Dalyell, Tam (8 de maio de 1996). «WPC Yvonne Fletcher». Parliamentary Debates (Hansard). House of Commons. col. 208–210. Consultado em 28 de dezembro de 2017
- Gilmour, Ian (13 de junho de 1980). «Anglo-Libyan Relations». Parliamentary Debates (Hansard). House of Commons. col. 1026–1028. Consultado em 4 de dezembro de 2017
- Lambton, Lucinda (1 de dezembro de 2017). «Overlooked Britain». The Oldie. p. 88
- Maclean, David (8 de maio de 1996). «WPC Yvonne Fletcher». Parliamentary Debates (Hansard). House of Commons. col. 211–216. Consultado em 28 de dezembro de 2017
- Murray, John (Outubro de 2009). «A Day I Shall Never Forget». Police Federation Magazine
- Ronen, Yehudit (Março de 2006). «Libya's Conflict with Britain: Analysis of a Diplomatic Rupture». Middle Eastern Studies. 42 (2). pp. 271–283. JSTOR 4284446. doi:10.1080/00263200500417645
- Tendler, Stewart (2011). «Fletcher, Yvonne Joyce (1958–1984)». Oxford Dictionary of National Biography. Oxford University Press. doi:10.1093/ref:odnb/98143. Consultado em 27 de novembro de 2017
- Thatcher, Margaret (16 de abril de 1986). «Libya». Parliamentary Debates (Hansard). House of Commons. col. 876–878. Consultado em 27 de dezembro de 2017